# فريدريك كارتر
فريدريك كارتر هو قاضي كندي، ولد في 12 فبراير 1819 في سانت جونز في كندا، وتوفي بنفس المكان في 1 مارس 1900.